# Конвой Палау — Трук (31.01.44 — 07.02.44)
Конвой Палау — Трук (31.01.44 — 07.02.44) — японський конвой часів Другої світової війни, проведення якого відбувалось у січні — лютому 1944 року.
Вихідним пунктом конвою був Палау на заході Каролінських островів — важливий транспортний хаб, куди, зокрема, ходили із нафтовидобувних районів Індонезії. Пунктом призначення став атол Трук (нині Чуук) у центральній частині Каролінських островів, де до лютого 1944 року була розташована головна база японського ВМФ в Океанії та транспортний хаб, що забезпечував постачання Рабаула (головна передова база в архіпелазі Бісмарка, з якої провадились операції на Соломонових островах та сході Нової Гвінеї) та східної Мікронезії.
До складу конвою увійшов лише один флотський танкер «Сата», тоді як охорону забезпечував мисливець за підводними човнами CH-30.
Загін вийшов із бази 31 січня 1944 року. На підходах до Палау та Труку традиційно діяли американські підводні човни, утім, цього разу перехід пройшов без інцидентів, і 7 лютого конвой успішно прибув на Трук.
Можна відзначити, що невдовзі «Сата» вирушить назад на Палау, буде торпедований та пошкоджений, після чого залишиться на Палау для аварійного ремонту та загине там наприкінці березня 1944 року під час атаки авіаносного з'єднання.